# Refugio Nogal de Saldán
El refugio Nogal de Saldán es un refugio antártico de Argentina ubicado al sudeste del cabo Jeremy, en la costa Fallières. Está administrado por el Ejército Argentino y depende de la base San Martín, que se halla a 200 kilómetros al norte.
En 1958 Gustavo Adolfo Giró Tapper, con el grado de teniente, se desempeñó comandando la base San Martín durante el Año Geofísico Internacional. Su dotación estaba compuesta por 20 personas. Durante la invernada, condujo una patrulla con trineos tirados por perros instalando en septiembre el refugio Nogal de Saldán. Luego atravesó la península Antártica entre la bahía Margarita y el mar de Weddell.
A principios de la década de 1960 consistía de una construcción de madera de 2,8 m x 3 m x 2,5 m con provisiones para tres personas durante dos meses.